# Île aux Nattes
Île aux Nattes – płaska wyspa na wschodnim wybrzeżu Madagaskaru, położona na południowym krańcu wyspy Nosy Boraha. Jest częścią dystryktu Nosy Boraha, należącego do regionu Analanjirofo.
Na wysepce jest fragment naturalnego lasu, uważanego przez miejscowych za święty.